# (49153) 1998 ST52
(49153) 1998 ST52 es un asteroide perteneciente al cinturón de asteroides, región del sistema solar que se encuentra entre las órbitas de Marte y Júpiter.
Fue descubierto el 30 de septiembre de 1998 por el equipo del proyecto Spacewatch desde el observatorio Nacional de Kitt Peak.

## Designación y nombre
Designado provisionalmente como 1998 ST52.

## Características orbitales
(49153) 1998 ST52 está situado a una distancia media del Sol de 2,534 ua, pudiendo alejarse hasta 2,984 ua y acercarse hasta 2,084 ua. Su excentricidad es 0,178 y la inclinación orbital 3,614 grados. Emplea 1473,36 días en completar una órbita alrededor del Sol.

## Características físicas
La magnitud absoluta de (49153) 1998 ST52  es 15,19.